# 大镜山水库
大镜山水库，是广东省珠海市中心城区北部凤凰河上的一座中型水库，水库于1972年动工，1975年竣工投入运行。集水面积5.95平方千米，总库容1710万立方米。水库属于年调节水库，功能是调咸、蓄水、城市防洪和城市供水。水库自1979年起向珠海城区供水，现已成为珠海市重要水源地，平均年供水量3000万立方米，为满足供水需要，还在水库邻近区域兴建了梅溪、郑坑、坑尾和凤凰山等中小水库，与大镜山水库进行调节。